# Jacques Duquesne (football)
Pour les articles homonymes, voir Jacques Duquesne.
Jacques Duquesne, dit Jacky Duquesne, né le 22 avril 1940 à Marcinelle en Belgique et mort le 7 décembre 2023 à Montigny-le-Tilleul en Belgique,,, est un footballeur international belge.

## Biographie
Il débute à l'âge de 14 ans dans les équipes d'âge du R. Olympic Club Charleroi et choisit d'être gardien de but, impressionné par les prestations de son idole: Lucien Lebon, portier légendaire de l'équipe A.
À 22 ans, Duquesne est appelé à remplacer Jacques Gérard lorsque le titulaire de l'équipe fanion se blesse. En 26 matches de Division 1, il impressionne les observateurs et pense s'être fait une place.
Mais les anciens ne l'entendent pas de cette oreille : Duquesne est alors transféré à La Gantoise, mais le séjour se passe mal. Bien que vieillissant, Armand Seghers ne veut pas céder les gants. Contraint de jouer en réserves, le jeune carolo est dégoûté et cesse de se présenter aux entraînements à partir d'avril 1964. Il reste dans sa ville natale et s'adonne à son autre passion : la balle pelote.
L'heure de Jacky Duquesne sonne en 1965. Il devient gardien titulaire de l'Olympic Club Charleroi, poste qu'il ne quitte plus pendant 15 ans. Sobre, régulier et véritable clubman, il devient le favori des supporters de La Neuville et une des légendes du club au matricule 246.
Sélectionné à 16 reprises en équipe nationale A, entre 1969 et 1971, il ne joue toutefois aucun match officiel, car Christian Piot est alors le gardien titulaire incontesté des Diables Rouges et sa doublure principale est Jean Trappeniers. Le 8 décembre 1968, Duquesne reçoit une cape dans l'équipe dite des aspirants, qui s'impose 0-1 au Luxembourg. Dans cette équipe, il a pour équipier Pierre Carteus, André Colasse, Raoul Lambert, Jacques Teugels ou encore Johnny Thio.
En 1970, bien qu'évoluant dans un club de Division 2, il est sélectionné parmi les trois gardiens dans le noyau belge qui participe au premier Mundial mexicain.

## Statistiques

### En club
| Saison                | Club                  | Championnat           | Championnat | Championnat | Coupe(s) nationale(s) | Coupe(s) nationale(s) | Total | Total |
| Saison                | Club                  | Division              | M.          | B.          | M.                    | B.                    | M.    | B.    |
| 1961-1962             | Olympic CC            | Division 1            | 1           | 0           | -                     | -                     | 1     | 0     |
| 1962-1963             | Olympic CC            | Division 1            | 24          | 0           | -                     | -                     | 24    | 0     |
| Sous-total            | Sous-total            | Sous-total            | 25          | 0           | -                     | -                     | 25    | 0     |
| 1963-1964             | KAA La Gantoise       | Division 1            | 4           | 0           | -                     | -                     | 4     | 0     |
| 1964-1965             | Olympic CC            | Division 2            | -           | -           | -                     | -                     | 0     | 0     |
| 1965-1966             | Olympic CC            | Division 2            | 30          | 0           | -                     | -                     | 30    | 0     |
| 1966-1967             | Olympic CC            | Division 2            | 30          | 0           | -                     | -                     | 30    | 0     |
| 1967-1968             | Olympic CC            | Division 1            | 28          | 0           | -                     | -                     | 28    | 0     |
| 1968-1969             | Olympic CC            | Division 2            | 26          | 0           | -                     | -                     | 26    | 0     |
| 1969-1970             | Olympic CC            | Division 2            | 26          | 0           | -                     | -                     | 26    | 0     |
| 1970-1971             | Olympic CC            | Division 2            | 26          | 0           | -                     | -                     | 26    | 0     |
| 1971-1972             | Olympic CC            | Division 2            | 16          | 0           | -                     | -                     | 16    | 0     |
| 1972-1973             | Olympic CC            | Division 2            | 26          | 0           | -                     | -                     | 26    | 0     |
| 1973-1974             | Olympic CC            | Division 2            | 25          | 0           | -                     | -                     | 25    | 0     |
| 1974-1975             | Olympic CC            | Division 1            | 15          | 0           | -                     | -                     | 15    | 0     |
| 1975-1976             | Olympic CC            | Division 2            | 27          | 0           | -                     | -                     | 27    | 0     |
| 1976-1977             | Olympic CC            | Division 2            | 29          | 0           | -                     | -                     | 29    | 0     |
| 1977-1978             | Olympic CC            | Division 2            | 3           | 0           | -                     | -                     | 3     | 0     |
| 1978-1979             | Olympic CC            | Division 2            | 23          | 0           | -                     | -                     | 23    | 0     |
| Sous-total            | Sous-total            | Sous-total            | 330         | 0           | -                     | -                     | 330   | 0     |
| Total sur la carrière | Total sur la carrière | Total sur la carrière | 359         | 0           | -                     | -                     | 359   | 0     |

### En sélections nationales
| Saison                | Sélection             | Phases finales        | Phases finales | Phases finales | Éliminatoires CDM | Éliminatoires CDM | Éliminatoires EURO | Éliminatoires EURO | Matchs amicaux | Matchs amicaux | Total | Total |
| Saison                | Sélection             | Compétition           | M              | B              | M                 | B                 | M                  | B                  | M              | B              | M     | B     |
| --------------------- | --------------------- | --------------------- | -------------- | -------------- | ----------------- | ----------------- | ------------------ | ------------------ | -------------- | -------------- | ----- | ----- |
| 1968-1969             | Belgique aspirants    | -                     | -              | -              | -                 | -                 | -                  | -                  | 1              | 0              | 1     | 0     |
| 1969-1970             | Belgique              | Coupe du monde 1970   | 0              | 0              | 0                 | 0                 | -                  | -                  | 0              | 0              | 0     | 0     |
| Total sur la carrière | Total sur la carrière | Total sur la carrière | 0              | 0              | 0                 | 0                 | -                  | -                  | 1              | 0              | 1     | 0     |

### Matchs internationaux
| Matchs aspirants de Jacques Duquesne | Matchs aspirants de Jacques Duquesne | Matchs aspirants de Jacques Duquesne    | Matchs aspirants de Jacques Duquesne | Matchs aspirants de Jacques Duquesne | Matchs aspirants de Jacques Duquesne | Matchs aspirants de Jacques Duquesne | Matchs aspirants de Jacques Duquesne |
| #                                    | Date                                 | Lieu                                    | Adversaire                           | Résultat                             | Compétition                          | Club                                 | Notes                                |
| ------------------------------------ | ------------------------------------ | --------------------------------------- | ------------------------------------ | ------------------------------------ | ------------------------------------ | ------------------------------------ | ------------------------------------ |
| 1                                    | 8 décembre 1968                      | Stade Municipal, Luxembourg, Luxembourg | Luxembourg                           | V 1 - 0                              | Match amical                         | Olympic CC                           | Titulaire.                           |

## Palmarès
|  |  | Olympic CC - Championnat de Belgique de deuxième division (1) : - Champion : 1974 |